# Adrian Caceres
Adrian Cáceres (* 10. Januar 1982 in Buenos Aires) ist ein argentinisch-australischer Fußballspieler. Der Offensivakteur gewann drei Meistertitel in Australien, war als erster Spieler für vier Klubs in der A-League aktiv und verbrachte drei durchwachsene Jahre im englischen Fußball.

## Karriere
Cáceres kam mit seiner Familie in frühester Kindheit aus Argentinien nach Australien und war zunächst in Darwin wohnhaft, später dann in Perth. Dort spielte er in der Jugend des Perth SC, für den er 1999 und 2000 im Erwachsenenbereich in der Western Australia Premier League, der höchsten Spielklasse des Bundesstaates Western Australia, für Aufsehen sorgte und unter anderem in die U-23-Bundesauswahl berufen wurde. Nachdem er in der ersten Jahreshälfte 2000 bereits ins Blickfeld der australischen Erstligisten Perth Glory und Marconi Stallions geraten war, wechselte Cáceres im August 2000 nach einem erfolgreichen Probetraining zum englischen Erstligisten FC Southampton, die Ablösesumme für den offensiv agierenden Linksfüßer betrug £25.000.
Bei Southampton kam Cáceres nicht über Einsätze für das Reserveteam hinaus, daran änderte auch eine einmonatige Ausleihe an den Drittligisten FC Brentford im Herbst 2001 nichts. Nachdem im März 2002 sein Vertrag mit Southampton vorzeitig aufgelöst wurde, kam er kurzzeitig in der Third Division bei Hull City unter, sein dortiger Kurzzeitvertrag wurde bereits nach einem Monat und vier Einsätzen ebenfalls vorzeitig terminiert. Nach zwei Jahren Lehrzeit in England entschied er sich Mitte 2002 zur Rückkehr nach Australien und wechselte in die National Soccer League (NSL) zum finanzkräftigen Klub Perth Glory. Die Mannschaft um die beiden Topstürmer Damian Mori und Bobby Despotovski war das dominierende Team auf nationaler Ebene und gewann sowohl 2003 als auch 2004 die nationale Meisterschaft. Cáceres kam dabei nicht über eine Rolle als Ergänzungsspieler hinaus und konnte sich im linken Mittelfeld nicht gegen Brad Hassell durchsetzen. In zwei Jahren stand er nur in acht Meisterschaftspartien in der Startelf, darunter allerdings das Meisterschaftsfinale 2004, das letzte Spiel in der Geschichte der NSL.
Wie viele andere australische Spieler verließ Cáceres nach Einstellung der landesweiten Spielklasse Mitte 2004 Australien und ging für Probetrainings erneut nach England. Sowohl Yeovil Town als auch Oxford United bekundeten Interesse an den Diensten des Offensivakteurs, Cáceres entschied sich für Yeovil und unterzeichnete einen Ein-Jahres-Vertrag. Zu Saisonbeginn noch Stammspieler, fiel er nach der Verpflichtung des lettischen Mittelfeldregisseurs Andrejs Štolcers aus der ersten Elf und kam in den folgenden Monaten nur noch als Einwechselspieler zu Einsätzen; Ende Februar 2005 wurde sein Vertrag schließlich in gegenseitigem Einvernehmen aufgelöst. Während Yeovil am Saisonende als Meister in die Football League One aufstieg, war Cáceres inzwischen bei seinem übernächsten Klub. Nach einer einmonatigen Zwischenstation bei Aldershot Town in der Conference National kehrte er Ende März mit seinem Wechsel zu den Wycombe Wanderers kurzzeitig in die League Two zurück. Dort wurde er sporadisch auf der Stürmer-Position eingesetzt und kehrte am Saisonende, nachdem er kein neues Vertragsangebot von Wycombe erhalten hatte, nach Perth zurück und hielt sich bei seinem Ex-Klub Glory fit.
Für die Premierensaison der als Nachfolger der NSL ins Leben gerufenen A-League gehörte er ursprünglich nicht zum Glory-Kader, erst nach einer Verletzung von Neil Teggart wurde Cáceres im Juli 2005 zunächst als zeitweiliger Ersatz unter Vertrag genommen und nach der Auflösung von Teggarts Vertrag bis Saisonende verpflichtet. Zwar erzielte Cáceres Perths erstes Tor in der A-League, aber auch in seiner dritten Saison bei Glory konnte Cáceres seinen Status als Ergänzungsspieler nicht ablegen und stand nur bei sieben seiner 18 Einsätze in der Startaufstellung. Dem Team gelang es derweil nicht die Dominanz aus NSL-Zeiten in das neue Ligaformat zu transferieren und verpasste auf dem fünften Tabellenrang liegend die Teilnahme an den Play-offs knapp.
Schon im Februar 2006 gab Ligakonkurrent Melbourne Victory Cáceres’ Verpflichtung zur Saison 2006/07 bekannt, wo er die Defizite im linken Mittelfeld beheben sollte. Auch in Melbourne gelang es Cáceres unter Trainer Ernie Merrick nicht, sich dauerhaft in der Stammelf festzusetzen. Zwar stand er in seinen beiden Spielzeiten für Melbourne jeweils in mehr als der Hälfte der Saisonspiele in der Startelf, war aber meist erster Kandidat für eine Auswechslung; fünf Einsätzen über die volle Distanz stehen je 18 Ein- und Auswechslungen gegenüber. Auch im Meisterschaftsfinale 2007, als Adelaide United mit 6:0 deklassiert wurde und Cáceres seinen dritten australischen Meistertitel gewann, durfte er nur eine gute Stunde mitwirken. Als amtierender Meister verpasste es Melbourne in der Folgesaison sich erneut für die Play-offs zu qualifizieren und Cáceres entschied sich gegen eine Vertragsverlängerung; mit dem Ligakonkurrenten Central Coast Mariners einigte er sich auf einen Zwei-Jahres-Vertrag.
Als Stammspieler erreichte er mit den Mariners in der Saison 2008/09 die Play-offs, in denen aber bereits im Halbfinale gegen Queensland Roar Endstation war. Als er an den ersten Spieltagen der folgenden Saison nicht zum Spieltagsaufgebot gehörte, einigten sich Klub und Spieler auf eine sofortige Vertragsauflösung. Mit seinem anschließenden Wechsel zum neuseeländischen A-League-Teilnehmer Wellington Phoenix wurde Cáceres der erste Spieler, der für vier A-League-Klubs aktiv war. Dort kam er zwar wieder regelmäßig zum Einsatz, war aber meist nur Einwechselspieler und stand in keinem seiner 19 Saisoneinsätze über die volle Distanz auf dem Platz. In den Play-offs, für die sich Wellington erstmals qualifiziert hatte, konnte er nur im ersten Spiel gegen seinen Ex-Klub Perth Glory mitwirken. Anschließend flog er zu seiner Ehefrau nach Argentinien, um bei der Geburt des ersten gemeinsamen Kindes anwesend zu sein. Nachdem es am Saisonende zu keiner Vertragsverlängerung mit Wellington gekommen war, unterschrieb er in seiner Heimatstadt Perth in der Western Australia Premier League beim abstiegsgefährdeten Verein Inglewood United, den er noch auf einen Nicht-Abstiegs-Platz führte. Zu Beginn des Jahres 2011 spielte er für Heidelberg United in der Victorian Premier League, wechselte aber schon nach wenigen Monaten nach Indonesien zu Real Mataram. Im Februar 2012 schloss er sich dem thailändischen Erstligisten Chiangrai United an.

## Erfolge
- Australischer Meister: 2002/03, 2003/04, 2006/07
- Meister Football League Two: 2004/05